# Батько і син (фільм, 1979)
«Батько і син» (рос. «Отец и сын») — радянський фільм режисерів Володимира Краснопольського та Валерія Ускова, знятий на кіностудії «Мосфільм» у 1979 році. Фільм створений за однойменним романом  Георгія Маркова. Складається з двох частин: 1 серія — «Перекинута тиша», 2 серія — «Ехо далеких пострілів». Прем'єра відбулася 31 березня 1980 року.

## Сюжет
Сибір, 1920-ті роки… Більшовик Роман Бастриков створює в сибірській глибинці першу комуну, але вороги Радянської влади вбивають його. Син Бастрикова, Альоша, подорослішавши, продовжує справу батька…

## У ролях
- Вадим Спиридонов —  Роман Бастриков
- Андрій Смоляков —  Олексій, син Романа Бастрикова  (озвучив  Вадим Спиридонов)
- Олексій Серебряков —  Олексій в дитинстві
- Борис Новиков —  Порфирій Ісаєв
- Людмила Хитяєва —  Устина
- Сергій Мартинов —  Григорій Ведерников, підпоручик Білої армії
- Надія Бутирцева —  Лушка
- Віктор Мамаєв —  Терентій Черемісін
- Павло Кормунін —  Тихон Скобеев  (озвучив  Петро Вельямінов)
- Буда Вампілов —  Мішка-остяк
- Іван Лапіков —  дід Матвій
- Филимон Сергєєв — епізод

## Знімальна група
- Режисери:  Володимир Краснопольський,  Валерій Усков
- Сценаристи:  Анатолій Іванов,  Володимир Краснопольський,  Валерій Усков
- Оператори: Володимир Мінаєв, Петро Ємельянов
- Директор фільму: Алла Жаворонкова
- Композитор:  Леонід Афанасьєв
- Художник: Микола Маркін
- Автор слів пісні «Річка»:  Филимон Сергєєв